# Aganipe

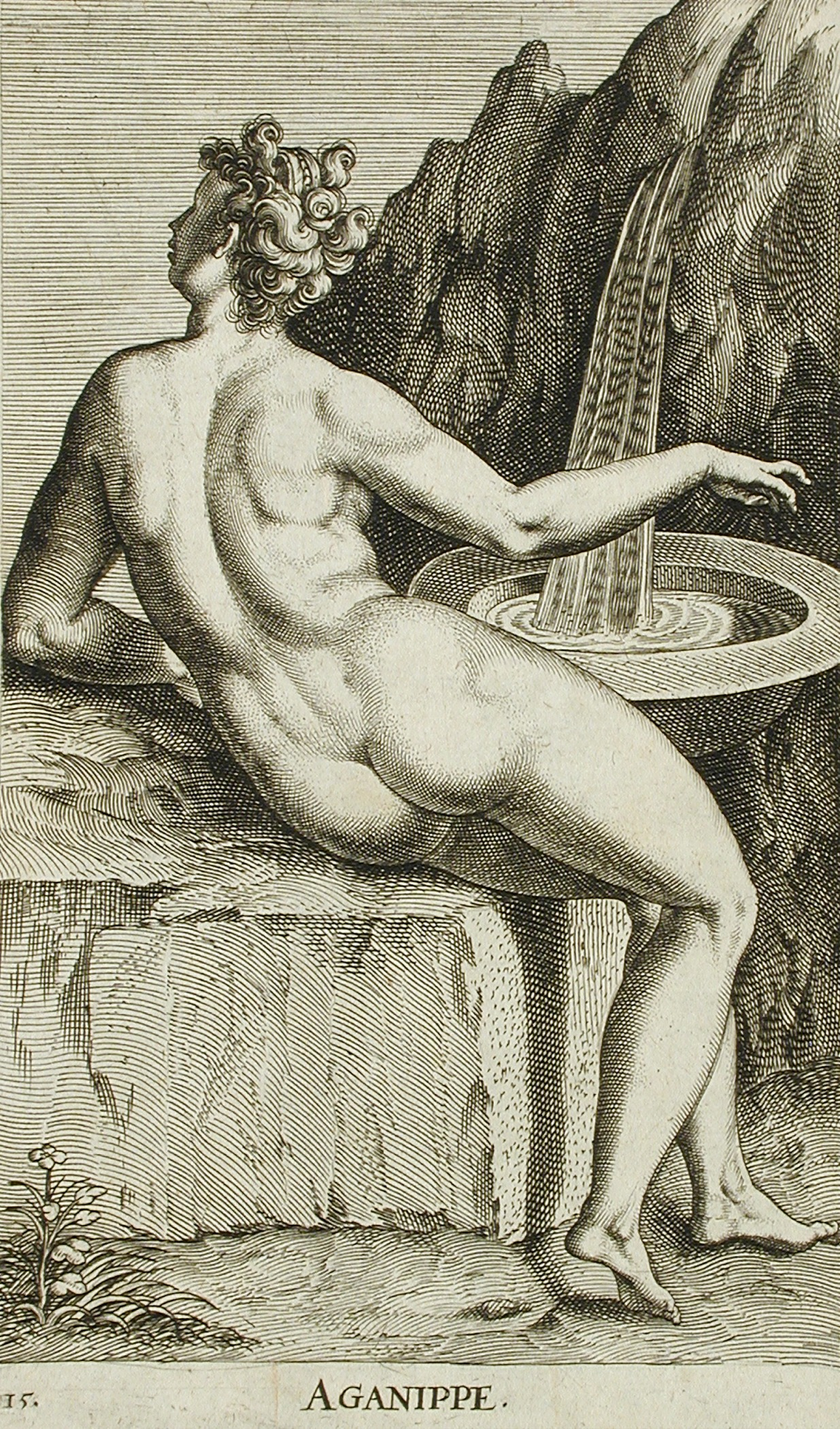
Aganipe (ninfa), grabado de 1587, Museo de Arte del Condado de Los Ángeles.

Aganipe es el nombre de una fuente, y también el de la ninfa —una de las creneas— asociada con ella en la mitología griega. La ninfa Aganipe era hija del río Termeso o Permeso.
La fuente de Aganipe es una de las dos fuentes que brotan al pie del monte Helicón, en Tespias, Beocia (siendo la otra la de Hipocrene). Se decía que fue creada por los cascos del caballo Pegaso, y estaba relacionada con las musas como fuente de inspiración poética.
Leandro Fernández de Moratín se reunía con sus amigos Juan Antonio Melón y otros en una fuente del Parque del Retiro de Madrid, a la que denominaban «Fuente Aganipe» por su asociación con las musas.